# فولتا ريدوندا
فولتا ريدوندا هي بلدية في البرازيل، تتبع ريو دي جانيرو، بلغ عدد سكانها 242٬063  نسمة، في 2000، تبلغ مساحتها 182 كيلومتر مربع، رمزها البريدي هو 27290-000. تقع من 350 مترًا إلى 707 مترًا فوق مستوى سطح البحر (22º31'23 "جنوبًا ، 44º06" 15 "غربًا) ويبلغ عدد سكانها 273،988 نسمة (يقدر بعام 2020). تبلغ مساحة المنطقة المحيطة بالمدينة 700000 كيلومتر مربع تقريبًا. يرجع اسمها (وهو برتغالي لـ Round Turn) إلى الشكل الدائري لمنحنى في نهر بارايبا دو سول الذي تم بناء المدينة حوله.

## الموقع
تشترك في الحدود مع:
- Rio Claro, Rio de Janeiro [الإنجليزية]‏.

## أعلام
- إيديفالدو مارتنز فونسيكا
- دوغلاس كوتينهو
- ويلينغتون نوغويرا لوبيز
- لويس روبسون
- فيليبي ميلو